# مردمان هندوآریایی
مردمان هندوآریایی(Indo-Aryan peoples) یا مردمان هندی (Indic peoples) گستره‌ای از مردم خانواده زبان‌های هندواروپایی هستند که به زیرشاخه زبان‌های هندوآریایی یا هندی از شاخه زبانهای هندو-ایرانی سخن می‌گویند. جمعیت هندوآریایی‌ها بیش از یک میلیارد و چهارصد میلیون نفر است و بومی جنوب آسیا هستند. بیش‌تر آن‌ها بومی خاور و جنوب خاوری فلات ایران می‌باشند. ایشان تا کامبوج، ویتنام (پادشاهی‌های خمر و چامپا)، بالی اندونزی و فیلیپین اثرگذار بوده‌اند. مهاجران نوین در بیش‌تر قاره‌ها و کشورها اقلیت هندوآریایی را ساخته‌اند. خبرگزاری آناتولی ترکیه در اینفوگرافیکی که در ۲۹ ام ماه آوریل سال ۲۰۱۷ میلادی (اردیبهشت ماه سال ۱۳۹۶ خورشیدی) به مناسبت سفر طیب اردوغان به هند تهیه کرده بود، جمعیت هند را شامل ۷۲ درصد هندوآریایی و ۲۵ درصد دراویدی برشمرده بود که بیش از ۹۵۰ میلیون نفر از مردم هند در سال ۲۰۱۷ هندوآریایی هستند.

## فهرست مردم هندوآریایی

### تاریخی
- پادشاهی آنگا
- باهلیکاها
- قبیله بهارات
- پادشاهی چدی
- منطقه گنداره
- مردم گانگاریدای
- پادشاهی گوپتا
- مردم کمبوجه
- منطقه کالینگا
- پادشاهی کاسمیرا
- مردم کیکایا
- مردم خاساس
- پادشاهی کیکاتا
- پادشاهی کوسالا
- پادشاهی کورو
- قبیله لیچاوی
- پادشاهی مادرا
- پادشاهی ماگدها
- مردم مالاواس
- مردم مالاس
- پادشاهی ماتسیا
- پادشاهی مائوریا
- پادشاهی ناندا
- پادشاهی نیشادها
- پادشاهی اودرا
- مردم پهلوا
- مردم پاکتاس
- پادشاهی پالا
- پادشاهی پانچالا
- مردم پولینداس
- پادشاهی پوندرا
- قبیله پورو
- دودمان راگووانشی
- قبیله‌های ریگ‌ودا
- قبیله سالوا
- پادشاهی سالوا
- پادشاهی ساراس واتا
- پادشاهی سائوویرا
- دودمان سنا
- قبیله شاکیا
- پادشاهی سندهو
- پادشاهی سودرا
- پادشاهی سوراسنا
- پادشاهی تریگارتا
- پادشاهی اوتکالا
- پادشاهی وانگا
- پادشاهی واتسا
- پادشاهی ویدارابها
- پادشاهی ویده‌ها
- مردم یاداوا
- قبیله یادو
- پادشاهی یاکشا

### امروزی
- مردم آسامی
- مردم اودهی
- مردم بانجارا
- مردم باروا
- مردم بنگالی
- مردم بهیل
- مردم بوجپوری
- مردم بیشنوپریا مانیپوری
- مردم چاکما
- مردم داردی
- مردم دیوهی
- مردم دوگرا
- مردم گارهوال
- مردم گجراتی
- مردم هالبا
- مردم کالاش
- مردم کامروپی
- مردم کشمیری
- مردم خاس
- مردم کونکانی
- مردم کومائونی
- مردم کوتچی
- مردم ماگاهی
- مردم مایتیل
- مردم مراتی
- مردم مارواری
- مردم مهاجر
- مردم ناگپوری
- مردم اودیا
- مردم پنجابی
- مردم راجستانی
- مردم کولی
- مردم روهینگیا
- مردم سراییکی
- مردم سائوراشترا
- مردم سینهالی
- مردم سندی
- مردم سیلهتی
- مردم تارو
- مردم وارلی

## جمعیت بر پایه کشور

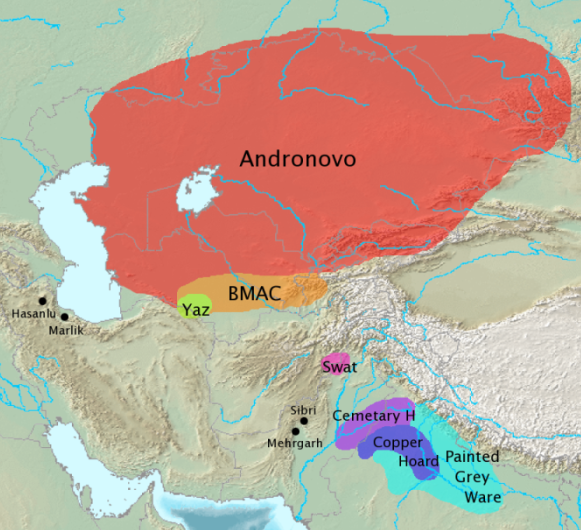
فرهنگ‌های باستان‌شناختیک مرتبط با مهاجرت هندوایرانی‌ها

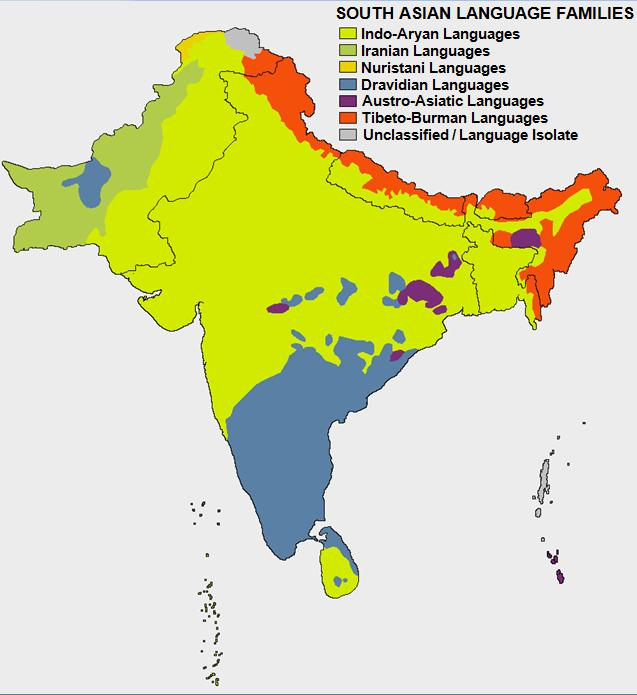
خانواده‌های زبان جنوب آسیا

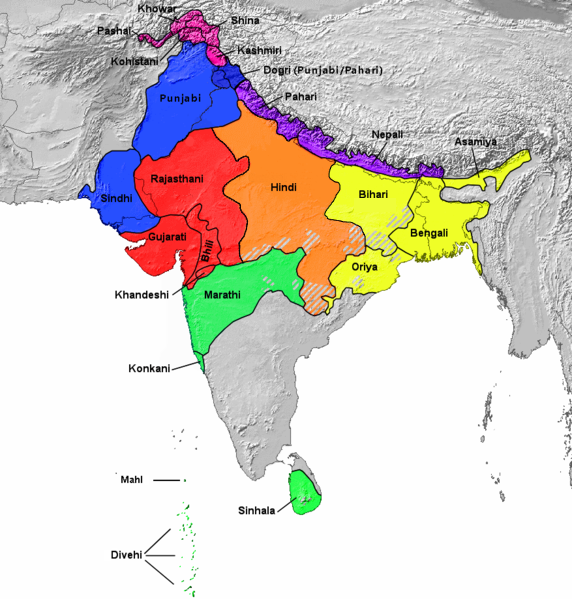
گستره زبان‌های هندوآریایی در شبه جزیره هند

نقشه زبان‌های پاکستان (۱۹۷۳)

جمعیت به میلیون نفر می‌باشد و آمار پایان سال ۲۰۱۹ میلادی برای ۲۲ کشور زیر لحاظ شده‌است:
| ردیف | نام کشور          | جمعیت هندوآریایی (۲۰۱۹) | اقوام مرتبط                                                                     | درصد هندوآریایی |
| ---- | ----------------- | ----------------------- | ------------------------------------------------------------------------------- | --------------- |
| ۱    | هند               | ۹۸۰                     | تمام مردم هند به جز مردمان دراویدی و اقلیت‌های نژاد زرد                          | ۷۲ درصد         |
| ۲    | پاکستان           | ۱۷۵                     | تمام مردم پاکستان به جز پشتوها و بلوچ‌ها و براهویی و بلتی و بروشو و سایر اقلیت‌ها | ۷۵ درصد         |
| ۳    | بنگلادش           | ۱۶۰                     | تمام مردم بنگلادش به جز اقلیت‌های نژاد زرد                                       | ۹۹ درصد         |
| ۴    | نپال              | ۲۳                      | تمام مردم نپال به جز تبتی تبارها و آستروآسیایی‌ها و سایر اقلیت‌ها                 | ۸۲ درصد         |
| ۵    | سری‌لانکا          | ۱۶                      | تمام مردم سری‌لانکا به جز قوم تامیل و سایر اقلیت‌ها                               | ۷۵ درصد         |
| ۶    | برمه              | ۱٫۵                     | مردم روهینگیا                                                                   | ۲ درصد          |
| ۷    | مالدیو            | ۰٫۳                     | تمام مردم مالدیو به جز اقلیت‌ها                                                  | ۷۵ درصد         |
| ۸    | بوتان             | ۰٫۲                     | مردم لوتشامپا                                                                   | ۲۵ درصد         |
| -    | جوامع دور از وطن  | ۵۰                      | هندی‌ها، پاکستانی‌ها، بنگلادشی‌ها و سایر جوامع دور از وطن                          | -               |
| کل   | مردمان هندوآریایی | ۱۴۵۰                    | مردمان هندوایرانی                                                               | -               |